# Dissolució del Sacre Imperi Romanogermànic
La dissolució del Sacre Imperi Romanogermànic es produí de facto el 6 d'agost del 1806, quan l'últim emperador romanogermànic, Francesc II, de la casa d'Habsburg-Lorena, abdicà el seu títol i alliberà tots els estats i funcionaris imperials dels seus juraments i obligacions envers l'imperi. Des de l'edat mitjana, els europeus occidentals havien reconegut el Sacre Imperi Romanogermànic com a continuador de l'antic Imperi Romà, car els seus emperadors havien estat proclamats com emperadors romans pel papat. A través d'aquest llegat romà, els emperadors romanogermànics afirmaren ser monarques universals, la jurisdicció dels quals s'estenia més enllà de les fronteres formals del seu imperi, arreu de l'Europa cristiana i més enllà. El declivi del Sacre Imperi fou un procés llarg que durà segles. La formació dels primers estats sobirans moderns als segles xvi i xvii, que introduí la idea que la jurisdicció corresponia al territori efectivament governat, amenaçà la naturalesa universal del Sacre Imperi.
Al segle xviii, era àmpliament considerat pels contemporanis, tant dins com fora de l'imperi, una monarquia molt «estranya», «irregular» i «malalta», amb una forma de govern «inusual». L'imperi mancava tant d'exèrcit central permanent com de tresoreria central i els seus monarques, formalment electius en lloc d'hereditaris, no podien exercir un control central efectiu. Fins i tot aleshores, la majoria dels contemporanis creien que l'imperi encara podia recuperar-se i restaurar el seu prestigi. El Sacre Imperi començà el seu autèntic declivi terminal durant i després de la seva entrada a les guerres revolucionàries franceses i les guerres napoleòniques.
Tot i que al principi es defensà bastant bé, la guerra amb França i Napoleó resultà catastròfica. El 1804, Napoleó s'autoproclamà emperador de França i Francesc II respongué proclamant-se emperador d'Àustria, a més de ser ja emperador del Sacre Imperi Romanogermànic, un intent de mantenir la paritat entre França i Àustria i alhora enviar el missatge que el títol del Sacre Imperi Romanogermànic els superava a tots dos. La derrota d'Àustria en la batalla d'Austerlitz el 1805 i la secessió d'un gran nombre de vassalls alemanys de Francesc II el juliol del 1806 per formar la Confederació del Rin, un estat satèl·lit francès, significà efectivament la fi del Sacre Imperi. L'abdicació d'agost del 1806, juntament amb el desmantellament de tota la jerarquia imperial i les seves institucions, es considerà necessària per evitar la possibilitat que Napoleó es proclamés emperador del Sacre Imperi Romanogermànic, cosa que hauria reduït Francesc II a la condició de vassall de Napoleó.
Les reaccions a la dissolució de l'imperi anaren des de la indiferència fins a la desesperació. La població de Viena, capital de la monarquia dels Habsburg, estava horroritzada per la pèrdua de l'Imperi. Molts dels antics súbdits de Francesc II qüestionaren la legalitat de les seves accions; tot i que estaven d'acord que la seva abdicació era perfectament legal, es considerava que la dissolució de l'imperi i l'alliberament de tots els seus vassalls estaven per sobre de l'autoritat de l'emperador. Així doncs, molts dels prínceps i súbdits de l'imperi es negaren a acceptar que l'imperi havia desaparegut i alguns plebeus arribaren a creure que la notícia de la seva dissolució era un complot de les autoritats locals. A Alemanya, la dissolució es comparà àmpliament amb la història semillegendària de la caiguda de Troia i alguns associaren la fi d'allò que percebien com a Imperi Romà amb la fi del món.

## La implosió de l'imperi
Després de la mort de Carles VI el 1740, l'imperi va entrar en una crisi que va posar en evidència la seva decadència final. L'aparició de Prússia sota el regnat de Frederic II el Gran i les successives guerres: successió austríaca i dels set anys, serien les més importants. Fins i tot durant la Guerra de Successió Austríaca, Maria Teresa I d'Àustria va centrar la seva atenció en les reformes guiades pel despotisme il·lustrat, L'emperadriu va aprendre de les reformes militar i educativa de Prússia, i creia que l'aparell estatal central i absolutista havia de substituir les institucions estamentals obsoletes i fragmentades. A la mort del seu marit Francesc l'any 1765, el seu fill Josep va esdevenir emperador i va ser fet corregent per la seva mare als dominis austríacs. Com a emperador, tenia poc poder veritable, doncs la seva mare havia decidit que ni el seu marit ni el seu fill l'havien de privar mai del control sobirà dels seus dominis hereditaris. Josep, en amenaçar amb renunciar al seu lloc com a corregent, va induir la seva mare a reduir la seva antipatia per la tolerància religiosa.
A la mort del seu pare l'any 1740 tan sols el Regne Unit s'havia compromès fermament a donar suport a Maria Teresa com a arxiduquessa, i dos mesos després Frederic el Gran va envair i annexionar la major part de Silèsia Carles Albert de Baviera, gendre de l'emperador Josep I va rebutjar la Pragmàtica Sanció del 1713 i va reclamar els territoris alemanys dels Habsburg, aliant-se amb França i Espanya pel tractat de Nymphenburg. Una força combinada franco-bavaresa va creuar el Rin el 15 d'agost avançant pel Danubi cap a Viena, i mentre Frederic completava la conquesta de Silèsia, Maurici de Saxònia va prendre Praga el 26 de novembre de 1741, permetent que Carles Albert de Baviera fos coronat rei de Bohèmia el 9 de desembre a Praga, i el 24 de gener de 1742 emperador, privant els Habsburg d'un títol electiu que ostentaven ininterrompudament des del segle xiv.
Maria Teresa va derrotar els franco-bavaresos a la batalla de Sankt Pölten, avançant pel Danubi i recuperant Bohèmia i l'Alta Àustria, mentre una segona columna a través del Tirol prenia Múnic. Frederic va derrotar de nou els austríacs a la batalla de Chotusitz en 1742, signant el Tractat de Berlín i el Tractat de Breslau en 1742, pels que Maria Teresa es veié obligada a lliurar Silèsia a Prússia i va recuperar Praga. Prússia es va tornar a unir a la guerra per evitar que Àustria recuperés Silèsia, envaint Bohèmia a mitjans de 1744. A la mort de Carles Albert de Baviera en 1745 França no va fer cap esforç per bloquejar l'elecció del duc Francesc, i reforçada per aquesta important victòria política, va continuar els seus intents de recuperar Silèsia sent derrotada en la batalla de Soor el 30 de setembre. El 15 de desembre, els prussians van forçar Saxònia a sortir de la guerra amb la victòria a la batalla de Kesselsdorf, que va conduir al Tractat de Dresden. La guerra mostrà la debilitat de Maria Teresa, que hagué de pagar un alt preu per consolidar-se com a hereva del seu pare. Maria Teresa cedia a Prússia el ducat de Silèsia i a canvi acceptava Francesc de Lorena com a nou emperador. Maria Teresa cedia a Espanya els ducats italians de Parma, Piacenza i Guastalla, i Savoia rebria part del ducat de Milà. D'aquesta manera, Prússia, Espanya, Savoia i França acceptaven Maria Teresa com a hereva del seu pare. Aquest acord quedà reflectit en el Tractat d'Aquisgrà de 1748.
Maria Teresa intentà reconquerir Silèsia i la rivalitat austroprussiana va fer que Frederic el Gran, que havia rebut informes dels enfrontaments a Amèrica del Nord, formés una aliança amb Jordi II de la Gran Bretanya pel tractat de Westminster, i en resposta, l'Arxiducat d'Àustria i el França signaren el Tractat de Versalles, una inversió en el sistema d'aliances europees vigent fins aleshores, que va degenerar en la Guerra dels Set Anys (1756-63), en què Prússia, aliada amb el Regne Unit i el Regne de Hannover, feu front amb èxit a la coalició constituïda per Àustria, Saxònia, Rússia i França. La guerra començà en sòl europeu el 29 d'agost de 1756 quan Frederic va atacar l'Electorat de Saxònia, va poder ocupar Dresden i Saxònia es rendeix el 15 d'octubre, havent retardat la campanya prussiana. Frederic l'abril de 1757 va envair Bohèmia, vencent el 6 de maig a la Batalla de Praga i va posar setge a la ciutat. El mariscal von Daun va derrotar Frederic a la batalla de Kolin el 18 de juny obligant-lo a retirar-se. Frederic derrota als aliats a la batalla de Leuthen i caigué Breslau i amb ella el control austríac de Silèsia. El 1763, la guerra a l'Europa central estava en un punt mort entre Prússia i Àustria. Prússia havia recuperat gairebé tota Silèsia. Àustria, però, com la majoria de participants, s'enfrontava a una greu crisi financera i va haver de reduir la mida del seu exèrcit afectar molt el seu poder ofensiu. En aquell moment, Àustria encara controlava Dresden, el sud-est de l'Electorat de Saxònia i el comtat de Glatz al sud de Silèsia, però la perspectiva de la victòria era feble sense el suport rus, i Maria Teresa I d'Àustria havia abandonat en gran part les seves esperances de reconquerir Silèsia; el seu canceller, el seu marit i el seu fill gran la van instar a fer les paus, mentre que Daun va dubtar a atacar Frederic. El 1763 es va arribar a un acord de pau amb el Tractat de Hubertusburg, en què Glatz va ser retornat a Prússia a canvi de l'evacuació prussiana de Saxònia. Això va acabar amb la guerra al centre d'Europa.

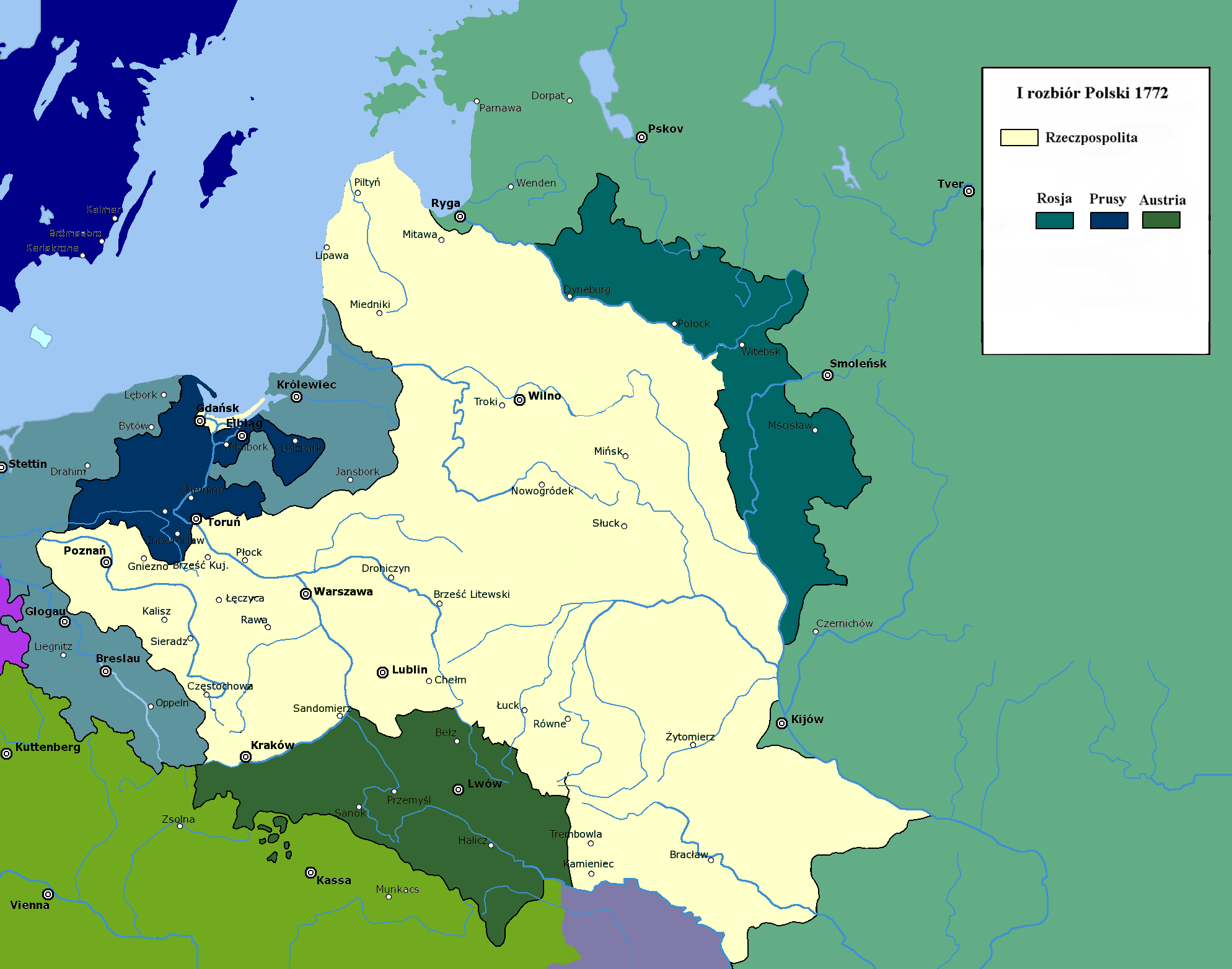
Les terres arrabassades per les tres potències en la partició de Polònia

La Confederació de Bar, oposada a Estanislau August Poniatowski i la influència russa a Polònia, prengué fortificacions i ciutats desafiant l'autoritat del monarca amb l'oposició de grans aristòcrates que van demanar suport militar i financer a l'Imperi Rus i Prússia, mentre que els confederats van demanar auxili a Àustria, donant el pretext per a una intervenció militar. A principis d'agost, els exèrcits dels tres països van envair la confederació i van ocupar els territoris que s'havien acordat repartir. A Àustria li van correspondre Zator i Auschwitz (Oświęcim), part de la Petita Polònia amb parts dels comtats de Cracòvia i Sandomierz (amb les riques mines de sal de Bochnia i Wieliczka), i la totalitat de Galítsia, menys la ciutat de Cracòvia.
En 1778, després de la mort sense fills de Maximilià III Josep de Baviera, els austríacs van ocupar Baviera, i Frederic, que no acceptava reforçar el poder i la influència d'Àustria al sud d'Alemanya i interferir en la seua intenció d'unir Prússia amb els marcgraviats d'Ansbach i Bayreuth, va convèncer Carles de Zweibrücken, següent en la línia de successió bavaresa, i a l'elector de Saxònia Frederic August III, que reclamava una altra part de Baviera, a protestar, i com Àustria es va negar a retirar-se de Baviera, al juliol de 1778, Frederic i el príncep Enric van envair el regne Habsburg de Bohèmia; les forces austríaques a les ordres de Josep II van mantenir les seues posicions al llarg de la frontera entre Silèsia i l'Arxiducat d'Àustria. El Tractat de Teschen de 1779 va posar fi a la guerra. amb el retorn a Baviera tot el territori que havia adquirit, accedir a la futura unió de Prússia amb Ansbach i Bayreuth; i finalment, una indemnització per l'elector de Saxònia.

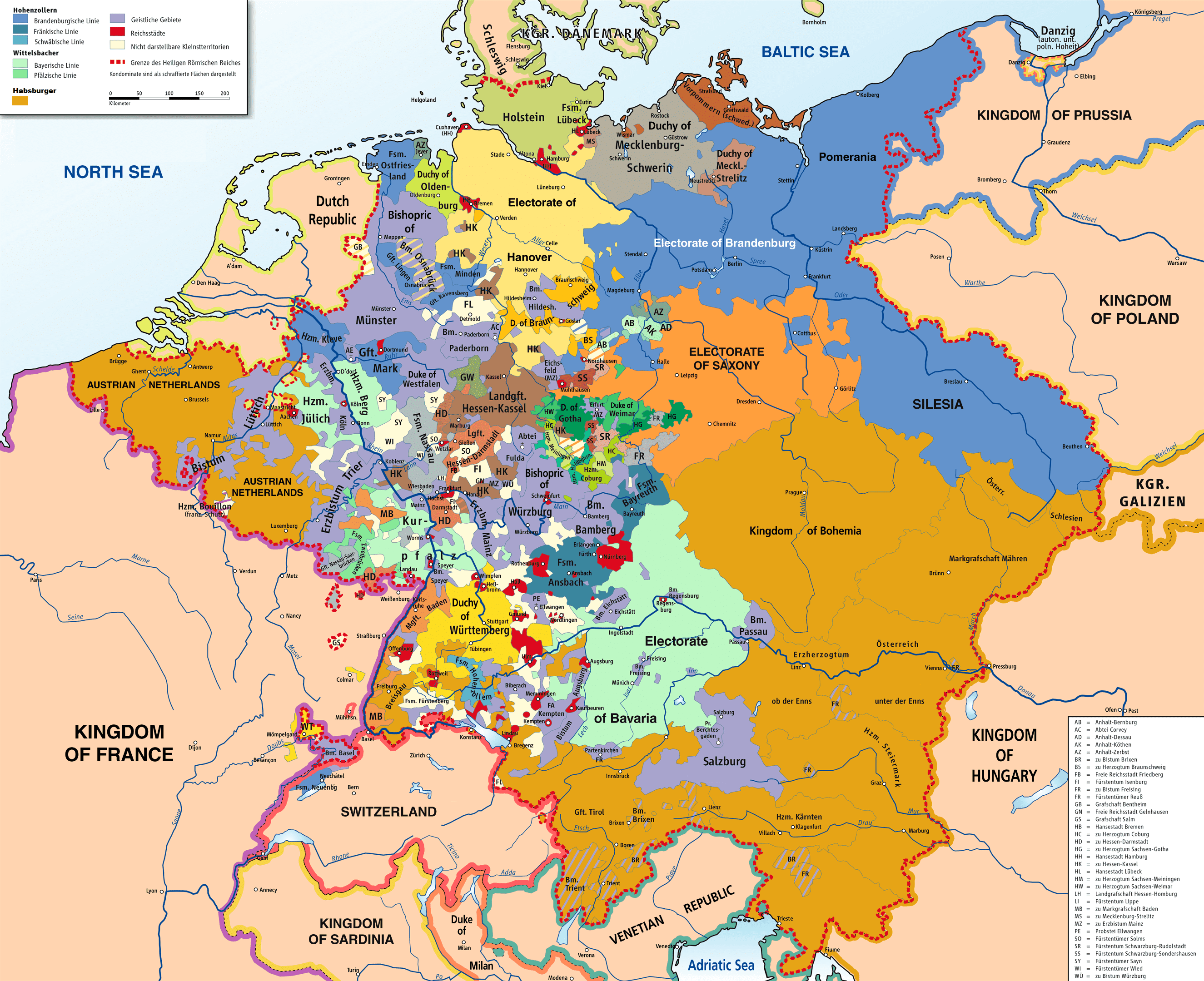
L'imperi i les seves subdivisions i vassalls en 1789

La Revolució Francesa va impressionar profundament Francesc I d'Àustria i va arribar a desconfiar del radicalisme en qualsevol forma, va establir una àmplia xarxa d'espies policials i censors per controlar la dissidència i la censura també va prevaler. El 20 d'abril de 1792, l'Assemblea Nacional francesa declarà la guerra a Àustria i envaí els Països Baixos austríacs però amb l'exèrcit completament desorganitzat, es produïren desercions en massa i el juliol, les forces prussianes van conquerir amb facilitat les fortaleses de Longwy i Verdun sur Meuse i el príncep de Condé proclamà el Manifest de Brunswick pel què el propòsit dels aliats era restablir Lluís XVI de França, causant una revolta a París, l'empresonament de la família reial i a la proclamació de la Primera República Francesa. Les relacions entre Àustria i França s'agreujaren amb l'execució de l'arxiduquessa Maria Antonieta d'Àustria i els austríacs declararen la guerra a França i formant la Primera Coalició, que uní els exèrcits austríacs, prussians i d'altres estats alemanys contra França. L'avenç de les forces austroprussianes a França quedà deturat amb el triomf dels exèrcits revolucionaris a la batalla de Valmy i Prússia va retirar-se de França. Els francesos aconseguiren ocupar Niça i Savoia i formaren la República Lígur, mentre el general Adam Philippe va arribar a Frankfurt. Als Països Baixos, Dumouriez derrotà els austríacs a la batalla de Jemappes el 6 de novembre, cosa que li va permetre ocupar el territori a principis de l'hivern. La Primera Coalició conclogué amb la firma del Tractat de Campo Formio on els francesos obtingueren definitivament Bèlgica, el control sobre gran part de la vall del Rin i la península italiana i la divisió de la República de Venècia entre Àustria i França. Els austríacs i el Regne Unit crearen una Segona Coalició amb l'entrada de Rússia el 1799 obrint fronts a Itàlia i Suïssa. Els èxits inicials de la Coalició canviaren a partir de 1800 quan Napoleó Bonaparte va enviar al General Moreau a Alemanya, i ell va travessar els Alps derrotant els austríacs a la batalla de Marengo, negociant la retirada austríaca del Piemont, Ligúria i la Llombardia. Moreau vencé a les batalles d'Engen, Stockach, Moëskirch, Hochstadt, amb les que els austríacs van retirar-se fins al riu Inn, i els francesos van assegurar la riba esquerra del Danubi i prendre Múnic, i després Moreau va guanyar la batalla de Hohenlinden, avançant en direcció cap a Viena, i els austríacs van demanar la pau amb l'armistici de Steyr el 25 de desembre. Entretant en la batalla del riu Mincio el general Guillaume Brune va derrotar els austríacs que van retrocedir fins a Treviso, on es va signar un armistici que portaria al tractat de Lunéville el febrer de 1801 quan els francesos estaven a 80 km de Viena, acceptant el control francès sobre el riu Rin i les repúbliques-satèl·lit franceses de la República Lígur i la República Batava.
La Tercera Coalició fou firmada entre Àustria, Regne Unit i Rússia el 1805. El gran enfrontament fou la batalla d'Austerlitz on l'exèrcit de la Coalició fou anorreat per l'exèrcit francès i hagué d'acceptar els termes del tractat de Pressburg. Els Habsburg van perdre les seves últimes possessions a Itàlia, Llombardia va tornar a França, i Venècia, Ístria i Dalmàcia es van afegir al Regne napoleònic d'Itàlia mentre que el Tirol i el Vorarlberg van caure en mans de Baviera. Amb aquests guanys territorials, amb el consentiment de Napoleó, a principis de 1806 es va establir el Regne de Baviera i el Regne de Württemberg. Napoleó declarava la constitució de l'Imperi abolida i els principats del Rin es van independitzar l'1 d'agost de 1806 formant la Confederació del Rin, i el 6 d'agost de 1806 el Sacre Imperi Romanogermànic desapareixia formalment hi renunciava, i els dominis de Francesc es limiten al nou Imperi Austríac. L'emperador esdevingué emperador d'Àustria i obtingué diferents territoris secularitzats entre els quals destaca el Bisbat de Salzburg, i els seus successors de Francesc II van continuar titulant-se emperadors d'Àustria fins al 1918.